# سابينه بولمان
سابينه بولمان (بالألمانية: Sabine Bohlmann)‏ (و. 1969  م) هي ممثلة، وممثلة صوت ألمانية، ولدت في ميونخ.

## وصلات خارجية
- سابينه بولمان على موقع IMDb (الإنجليزية)
- سابينه بولمان على موقع ألو سيني (الفرنسية)
- سابينه بولمان على موقع ميوزك برينز (الإنجليزية)
- سابينه بولمان على موقع أول موفي (الإنجليزية)
- سابينه بولمان على موقع قاعدة بيانات الأفلام السويدية (السويدية)
- سابينه بولمان على موقع ديسكوغز (الإنجليزية)
- سابينه بولمان على موقع قاعدة بيانات الفيلم (الإنجليزية)
- سابينه بولمان على موقع ANN person (الإنجليزية)